# Irmgard Kelbch-Bernick
Irmgard Kelbch-Bernick (* 13. Dezember 1920 in Bochum; † 8. September 2011) war eine deutsche Schauspielerin.

## Leben
Irmgard Auguste Kelbch-Bernick war eine deutsche Schauspielerin, die u. a. für das Theater der Stadt Koblenz, das Theater Duisburg, das Schauspielhaus Bochum, die Bühnen der Stadt Essen tätig war.
Bei der zweiten Nachkriegstagung der Deutschen Shakespeare Gesellschaft in Bochum 1947 spielte Kelbch-Bernick unter der Regie von Saladin Schmitt sowohl die Celia in Wie es euch gefällt, als auch die Ophelia in Hamlet.
Ebenso 1947 spielte sie in Bochum die Hero in dem von Saladin Schmitt inszenierten Gyges und sein Ring von Friedrich Hebbel.
Weitere Aufführungen, in denen Irmgard Kelbch-Bernick mitspielte: 
- Der Biberpelz (als Adelheid am Schauspielhaus Bochum)
- Der eingebildete Kranke (als Angelique an den Bühnen der Stadt Essen)
- Der Lampenschirm (als Evchen am Schauspielhaus Bochum)
- Kabale und Liebe (als Luise am Theater Koblenz)
- Minna von Barnhelm (als Minna am Theater Koblenz)
- Sappho (als Melitta am Schauspielhaus Bochum)
- Tartuffe (als Marianne am Schauspielhaus Bochum)
- Trauer muss Elektra tragen (als Hazel am Schauspielhaus Bochum)

Irmgard Kelbch-Bernick war verheiratet mit Hermann Bernick, Leiter des Redaktionsbüros Hermann Bernick. Der Ehe entstammt eine Tochter.
Das Ehepaar wohnte 1949 in Neuwied in der Deichstraße 19. Im Dezember 1949 folgte der Umzug nach Düsseldorf. Dort wohnte die Familie bis zu der Abmeldung nach Mündersbach 1973 unter verschiedenen Adressen.